# Лермонтовка (Крым)

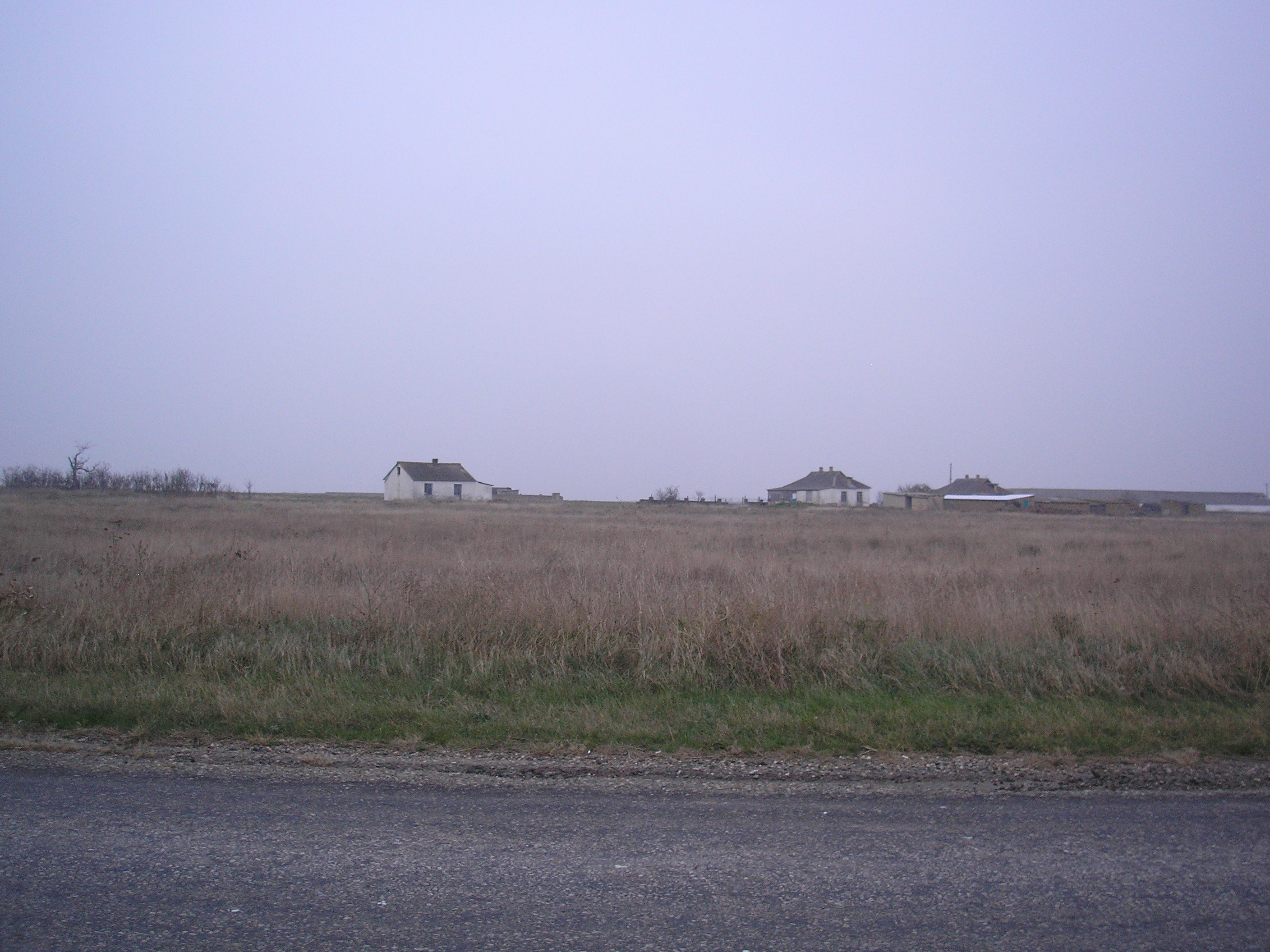

Ле́рмонтовка (до 1948 года Аджи́-Эли́-Кипча́к; укр. Лермонтовка, крымскотат. Acı Eli Qıpçaq, Аджы Эли Къыпчакъ) — упразднённое село в Белогорском районе Республики Крым, на территории Новожиловского сельского поселения (согласно административно-территориальному делению Украины — Новожиловского сельсовета).

### Статус
На сайте Верховной рады Украины на 2013 год село не числилось, но Новожиловский сельсовет на 2009 год Лермонтовку учитывал, с 2 дворами и 5 жителями на 2 гектарах земли. В Новожиловском сельском поселении, согласно Закону Республики Крым от 5 июня 2014 года № 15-ЗРК «Об установлении границ муниципальных образований и статусе муниципальных образований в Республике Крым», село также не значится.

## География
Располагается на северо-западе района, в степном Крыму, на границе с Красногвардейским районом. Транспортное сообщение осуществляется по региональной автодороге 35Н-264 Октябрьское — Садовое (по украинской классификации — С-0-10654).

## История
Впервые в доступных источниках поселение обозначено на военно-топографической карте 1842 года, как хутор Говорова — имение Леонида Александровича Говорова, владельца местных каменоломен и 2542 десятин земли, внука первого хозяина имения в Буюк-Сюйрени, «екатерининского генерала» Ивана Петровича Говорова.
В 1860-х годах, после земской реформы Александра II, деревню приписали к Зуйской волости. В «Списке населённых мест Таврической губернии по сведениям 1864 года», составленном по результатам VIII ревизии 1864 года, записано русское сельцо Аджи-Ели-Кипчак (Настино) с 4 дворами и 19 жителями при колодцахъ, но на трехверстовой карте Шуберта 1865 года обозначен безымянный хутор. В «Памятной книге Таврической губернии 1889 года» по результатам Х ревизии 1887 года записан Аджель-Кипчак, как ещё не приписанный к Зуйской волости, с 11 дворами и 57 жителями
После земской реформы 1890 года Аджи-Эли-Кипчак отнесли к Табулдинской волости. Согласно «…Памятной книжке Таврической губернии на 1892 год», в деревне Аджи-Эли, входившей в Алексеевское сельское общество, было 28 жителей в 5 домохозяйствах, все безземельные. В «…Памятной книжке… на 1900 год» записан, как хутор Говорова, Аджи-Эли-Кипчак без жителей. По Статистическому справочнику Таврической губернии. Ч.II-я. Статистический очерк, выпуск шестой Симферопольский уезд, 1915 год, в Табулдинской волости Симферопольского уезда числилась деревня и экономия (Винс М. Я. и Янценов) Аджи-Эли-Кипчак с 6 дворами со смешанным населением в количестве 58 человек только «посторонних» жителей, из которых 33 мужчин и 25 женщин. Жители землёй не владели, в хозяйствах имелось 12 лошадей, 6 коров и 10 голов мелкого скота.
После установления в Крыму Советской власти и учреждения 18 октября 1921 года Крымской АССР, в составе Симферопольского уезда был образован Биюк-Онларский район, в состав которого включили село. В 1922 году уезды получили название округов. 11 октября 1923 года, согласно постановлению ВЦИК, в административное деление Крымской АССР были внесены изменения, в результате которых был ликвидирован Биюк-Онларский район и село включили в состав Симферопольского. Согласно Списку населённых пунктов Крымской АССР по Всесоюзной переписи 17 декабря 1926 года, в селе Кипчак Старый, в составе упразднённого к 1940 году Чонгравского сельсовета сельсовета Симферопольского района, числилось 7 дворов, все крестьянские, население составляло 39 человек, из них 37 русских и 2-е татар. Постановлением КрымЦИКа от 15 сентября 1930 года был вновь создан Биюк-Онларский район (указом Президиума Верховного Совета РСФСР № 621/6 от 14 декабря 1944 года переименованный в Октябрьский), теперь как немецкий национальный и Аджели-Кипчак включили в его состав.
После освобождения Крыма от фашистов в апреле, 12 августа 1944 года было принято постановление № ГОКО-6372с «О переселении колхозников в районы Крыма» и в сентябре 1944 года в район приехали первые новоселы (57 семей) из Винницкой и Киевской областей, а в начале 1950-х годов последовала вторая волна переселенцев из различных областей Украины. С 25 июня 1946 года Аджи-Эли-Кипчак в составе Крымской области РСФСР. Указом Президиума Верховного Совета РСФСР, от 18 мая 1948 года, Аджели-Кипчак переименовали в Лермонтовку. 26 апреля 1954 года Крымская область была передана из состава РСФСР в состав УССР. Время включения в Амурский сельсовет пока не установлено: на 15 июня 1960 года село уже числилось в его составе.
Указом Президиума Верховного Совета УССР «Об укрупнении сельских районов Крымской области», от 30 декабря 1962 года Октябрьский район упразднили и Тургенево присоединили к Бахчисарайскому району, а с 1 января 1965 года, указом Президиума ВС УССР «О внесении изменений в административное районирование УССР — по Крымской области», включили в состав Белогорского. На 1968 год Лермонтовка уже значится в составе Новожиловского сельсовета. Видимо, село упразднено между 1 июня 1977 года (на эту дату село ещё числилось в составе совета) и 1985 годом (в перечнях административно-территориальных изменений после этой даты не упоминается).

### Динамика численности населения
| - 1864 год — 19 чел. - 1889 год — 57 чел. - 1892 год — 28 чел. | - 1900 год — 0 чел. - 1915 год — 44/4 чел. - 1926 год — 39 чел. |